# City of Heroes
City of Heroes – gra komputerowa z gatunku MMORPG wyprodukowana przez Cryptic Studios i Paragon Studios, a wydana przez NCsoft na komputery osobiste i OS X. Jej premiera w Ameryce odbyła się 27 kwietnia 2004 a 4 lutego 2005 w Europie.